# (300218) 2006 WG187
(300218) 2006 WG187 es un asteroide perteneciente al cinturón de asteroides, región del sistema solar que se encuentra entre las órbitas de Marte y Júpiter, más concretamente a la familia de 1996TC41, descubierto el 23 de noviembre de 2006 por el equipo del Mount Lemmon Survey desde el Observatorio del Monte Lemmon, Arizona, Estados Unidos.

## Designación y nombre
Designado provisionalmente como 2006 WG187. 

## Características orbitales
2006 WG187 está situado a una distancia media del Sol de 3,067 ua, pudiendo alejarse hasta 3,406 ua y acercarse hasta 2,727 ua. Su excentricidad es 0,110 y la inclinación orbital 11,45 grados. Emplea 1962,27 días en completar una órbita alrededor del Sol.

## Características físicas
La magnitud absoluta de 2006 WG187 es 15,6. 